# Radiometrie
Radiometrie je část optiky, která se zabývá měřením elektromagnetického záření, včetně viditelného světla. Radiometrie se zabývá měřením elektromagnetického záření v prostoru a používá tedy absolutní veličiny, zatímco fotometrie studuje obdobné veličiny, avšak z hlediska jejich působení na lidské oko.
Radiometrie našla důležité uplatnění v astronomii.

## Radiometrické veličiny
Fyzikání veličiny měřené v radiometrii se označují jako radiometrické veličiny (popř. energetické veličiny), popisují přenos energie zářením.
| veličina                                                 | symbol     | jednotka SI                         | rozměr     | poznámka |
| -------------------------------------------------------- | ---------- | ----------------------------------- | ---------- | --- |
| Zářivá energie                                           | Q          | joule                               | J          | Zářivá energie vyjadřuje (celkové) množství energie, které dopadne na určitou plochu v prostoru za určitý čas.                                               |
| Zářivý tok                                               | Φe nebo Pe | watt                                | W          | Zářivá energie za jednotku času procházející určitou plochou. Tato veličina je někdy označována jako zářivý výkon.                                           |
| Zářivost                                                 | Ie         | watt na steradián                   | W·sr−1     | Výkon (hustota světelného toku) na jednotkový prostorový úhel.                                                                                               |
| Zář                                                      | Le         | watt na steradián na metr čtverečný | W·sr−1·m−2 | Výkon do jednotkového prostorového úhlu na "promítnutou" jednotkovou plochu zdroje.                                                                          |
| Ozářenost                                                | Ee nebo Ie | watt na metr čtverečný              | W·m−2      | Výkon dopadající na plochu - udává plošnou hustotu světelného toku.                                                                                          |
| Intenzita vyzařování / zářivá exitance / zářivá emitance | Me nebo He | watt na metr čtverečný              | W·m−2      | Výkon vyzářený jednotkovou plochou do celého poloprostoru - udává plošnou hustotu světelného toku, který vyzařuje nějaká plocha. Nezahrnuje odražené záření. |
| Radiozita                                                | Je nebo Be | watt na metr čtverečný              | W·m−2      | Vlastní intenzita vyzařování plus intenzita odraženého záření z uvažované plochy.                                                                            |
| Spektrální zář                                           | Leλ        | watt na steradián na metr kubický   | W·sr−1·m−3 | Jiné obvyklé vyjádření jednotek: W·sr−1·m−2·nm−1 |
| Spektrální ozáření                                       | Eeλ        | watt na metr kubický                | W·m−3      | Jiné obvyklé vyjádření jednotek: W·m−2·nm−1 |

### Integrální a spektrální radiometrické veličiny
Integrální veličiny (například zářivý tok) popisují celkový účinek záření všech vlnových délek nebo frekvencí, zatímco spektrální veličiny (například spektrální zářivý tok) popisují účinek záření jedné vlnové délky λ nebo frekvence ν. Ke každé integrální veličině existují odpovídající spektrální veličiny, například zářivému toku Φe odpovídá spektrální zářivý tok Φeλ resp. Φeν.
Abychom z integrální veličiny zjistili její spektrální protějšek, využijeme limitního přechodu. To vychází z představy, že pravděpodobnost, že existuje foton, který má právě požadovanou vlnovou délku, je nulová.
Ukažme si tedy vztah mezi nimi na příkladu zářivého toku:
- Integrální veličina – zářivý tok s jednotkou W:
{\displaystyle \Phi _{\mathrm {e} }}

- Spektrální zářivý tok podle vlnové délky s jednotkou W/m:
{\displaystyle \Phi _{\mathrm {e} \lambda }={\mathrm {d} \Phi _{\mathrm {e} } \over \mathrm {d} \lambda },}   kde {\displaystyle \mathrm {d} \Phi _{\mathrm {e} }} je zářivý tok záření o vlnových délkách v malém intervalu {\displaystyle \langle \lambda ,\lambda +\mathrm {d} \lambda \rangle }

- Spektrální zářivý tok podle frekvence s jednotkou W/Hz:
{\displaystyle \Phi _{\mathrm {e} \nu }={\mathrm {d} \Phi _{\mathrm {e} } \over \mathrm {d} \nu },}   kde {\displaystyle \mathrm {d} \Phi _{\mathrm {e} }} je zářivý tok záření o frekvencích v malém intervalu {\displaystyle \langle \nu ,\nu +\mathrm {d} \nu \rangle }

- Spektrální zářivý tok s jednotkou W, tedy stejnou jako integrální veličina:
{\displaystyle \lambda \Phi _{\mathrm {e} \lambda }=\nu \Phi _{\mathrm {e} \nu }}

Spektrální veličiny podle vlnové délky λ a frekvence ν jsou svázané vztahy, ve kterých vystupuje rychlost světla c:
{\displaystyle \Phi _{\mathrm {e} \lambda }={c \over \lambda ^{2}}\Phi _{\mathrm {e} \nu }}
{\displaystyle \Phi _{\mathrm {e} \nu }={c \over \nu ^{2}}\Phi _{\mathrm {e} \lambda }}
{\displaystyle \lambda ={c \over \nu }}
Integrální veličinu lze získat integrací spektrální veličiny:
{\displaystyle \Phi _{\mathrm {e} }=\int _{0}^{\infty }\Phi _{\mathrm {e} \lambda }\,\mathrm {d} \lambda =\int _{0}^{\infty }\Phi _{\mathrm {e} \nu }\,\mathrm {d} \nu }
Pro všechny níže uvedené veličiny platí analogické vztahy.
| Integrální veličina                  | Integrální veličina | Spektrální veličina                               | Spektrální veličina |
| Veličina                             | Vztah | Veličina                                          | Vztah |
| ------------------------------------ | --- | ------------------------------------------------- | --- |
| Zářivý tok Φe [Φe] = W               | | Spektrální zářivý tok Φeλ [Φeλ] = W·m−1           | {\displaystyle \Phi _{\mathrm {e} \lambda }={\frac {\mathrm {d} \Phi _{\mathrm {e} }}{\mathrm {d} \lambda }}} |
| Intenzita vyzařování He [He] = W·m−2 | {\displaystyle H_{\mathrm {e} }={\frac {\mathrm {d} \Phi _{\mathrm {e} }}{\mathrm {d} S'}}} S’ je plocha, ze které záření vychází. | Spektrální intenzita vyzařování Heλ [Heλ] = W·m−3 | {\displaystyle H_{\mathrm {e} \lambda }={\frac {\mathrm {d} \Phi _{\mathrm {e} \lambda }}{\mathrm {d} S'}}} S’ je plocha, ze které záření vychází. |
| Ozáření Ee [Ee] = W·m−2              | {\displaystyle E_{\mathrm {e} }={\frac {\mathrm {d} \Phi _{\mathrm {e} }}{\mathrm {d} S}}} S je ozářená plocha | Spektrální ozáření Eeλ [Eeλ] = W·m−3              | {\displaystyle E_{\mathrm {e} \lambda }={\frac {\mathrm {d} \Phi _{\mathrm {e} \lambda }}{\mathrm {d} S}}} S je ozářená plocha. |
| Zářivost Ie [Ie] = W·sr−1            | {\displaystyle I_{\mathrm {e} }={\frac {\mathrm {d} \Phi _{\mathrm {e} }}{\mathrm {d} \Omega }}} Ω je prostorový úhel, do kterého zdroj září, [Ω] = sr Pro kuželový osvětlený prostor platí následující vztah: Ω = 2π(1-cosβ), kde β je poloviční vrcholový úhel kužele, do kterého zdroj svítí. | Spektrální zářivost Ieλ [Ieλ] = W·m−1·sr−1        | {\displaystyle I_{\mathrm {e} \lambda }={\frac {\mathrm {d} \Phi _{\mathrm {e} \lambda }}{\mathrm {d} \Omega ;}}} Ω je prostorový úhel, do kterého zdroj září. |
| Zář Le [Le] = W·m−2·sr−1             | {\displaystyle L_{\mathrm {e} }={\frac {\mathrm {d} ^{2}\Phi _{\mathrm {e} }}{\cos \theta \mathrm {d} \Omega \mathrm {d} S}}} S je plocha v obecné poloze, ale veličina zář je definována jako výkon na jednotkovou plochu kolmou k paprsku. Toho je dosaženo právě užitím koeficientu {\displaystyle {\frac {1}{\cos \theta }}} v tomto vztahu, neboť díky němu je tato veličina nezávislá na volbě plochy. | Spektrální zář Leλ [Leλ] = W·m−3·sr−1             | {\displaystyle L_{\mathrm {e} \lambda }={\frac {\mathrm {d} ^{2}\Phi _{\mathrm {e} \lambda }}{\cos \theta \mathrm {d} \Omega \mathrm {d} S}}} S je plocha v obecné poloze, ale veličina zář je definována jako výkon na jednotkovou plochu kolmou k paprsku. Toho je dosaženo právě užitím koeficientu {\displaystyle {\frac {1}{\cos \theta }}} v tomto vztahu, neboť díky němu je tato veličina nezávislá na volbě plochy. |

### Další vztahy mezi radiometrickými veličinami
Z předchozího textu již víme, že zář je výkon na jednotkovou plochu kolmou k paprsku a na jednotkový prostorový úhel ve směru paprsku. Definujme tedy:

{\displaystyle \mathrm {S} } je plocha, bod {\displaystyle \mathrm {x} } je jejím bodem.

{\displaystyle \omega } je směr paprsku, {\displaystyle \theta } je úhel, který svírá normálový vektor plochy se směrovým vektorem paprsku. Úhel {\displaystyle \theta } nemůže být větší než 90°.

Potom zář odvodíme z veličiny zářivý tok pomocí limitního přechodu pro okolí bodu {\displaystyle \mathrm {x} } a pro prostorový úhel v okolí směrového vektoru {\displaystyle \omega } blížících se nule. Tato úvaha vede na následující vztah: 

{\displaystyle L_{e}(\mathrm {S} ,\omega )={\frac {\mathrm {d} ^{2}\Phi _{e}}{\cos \theta \mathrm {d} \mathrm {S} \,\mathrm {d} {\omega }}}}

Chceme-li vyjádřit ozáření {\displaystyle \mathrm {E} _{e}} v bodě {\displaystyle \mathrm {x} }, provedeme to, neformálně řečeno, tak, že nasčítáme všechny záře ze všech směrů {\displaystyle \omega } pomocí následujícího vztahu:
{\displaystyle E_{e}(\mathrm {x} )=\int _{\mathrm {H(x)} }L_{e}(\mathrm {x} ,\omega )\cos \theta \mathrm {d} \omega }, kde {\displaystyle \cos \theta } je faktor, který zohledňuje natočení plochy {\displaystyle \mathrm {S} }, na níž se bod {\displaystyle \mathrm {x} } nachází. {\displaystyle \mathrm {H(x)} } značí hemisféru nad bodem {\displaystyle \mathrm {x} }. 

Chceme-li z již známých veličin vyjádřit veličinu zářivý tok {\displaystyle \Phi _{e}}, který prochází plochou {\displaystyle \mathrm {S} }, sečteme pomocí integrálního počtu ozáření ve všech bodech plochy {\displaystyle \mathrm {S} }. Z této úvahy plyne následující vztah: 

{\displaystyle \Phi _{e}=\int _{\mathrm {S} }\mathrm {E_{e}(x)dx} =\int _{\mathrm {S} }\int _{\mathrm {H(x)} }L_{e}(\mathrm {x} ,\omega )\cos \theta \mathrm {d} \omega \mathrm {dx} }